# Georg Schroeter (Chemiker)
Georg Schroeter (* 10. Mai 1869 in Passenheim, Ostpreußen; † 14. Oktober 1943 in Berlin) war seit 1910 Professor für Chemie an der Tierärztlichen Hochschule Berlin.
Während seines Studiums wurde er 1888/89 Mitglied der Landsmannschaft Fidelitas Karlsruhe.
Gemeinsam mit Hugo Haehn entwickelte er während des Ersten Weltkriegs ein technisches Verfahren zur Herstellung von Erdölersatz (Tetralin).
Mit der Integration der Tierärztlichen Hochschule 1934 in die Friedrich-Wilhelms-Universität änderte sich der Name des von Schroeter geleiteten Instituts in „Institut für Veterinär-Chemie“. 1935 wurde Schroeter emeritiert.
Seine Schwester war die Kunsthistorikerin Marie Luise Gothein.
Schroeter wurde an der Universität Bonn als akademischer Schüler von Richard Anschütz promoviert.